# Xanthopimpla conradti
Xanthopimpla conradti är en stekelart som beskrevs av Krieger 1915. Xanthopimpla conradti ingår i släktet Xanthopimpla och familjen brokparasitsteklar. Inga underarter finns listade i Catalogue of Life.